# Cyrtosia septentrionalis
Cyrtosia septentrionalis är en orkidéart som först beskrevs av Heinrich Gustav Reichenbach, och fick sitt nu gällande namn av Leslie Andrew Garay. Cyrtosia septentrionalis ingår i släktet Cyrtosia, och familjen orkidéer. Inga underarter finns listade i Catalogue of Life.

## Bildgalleri

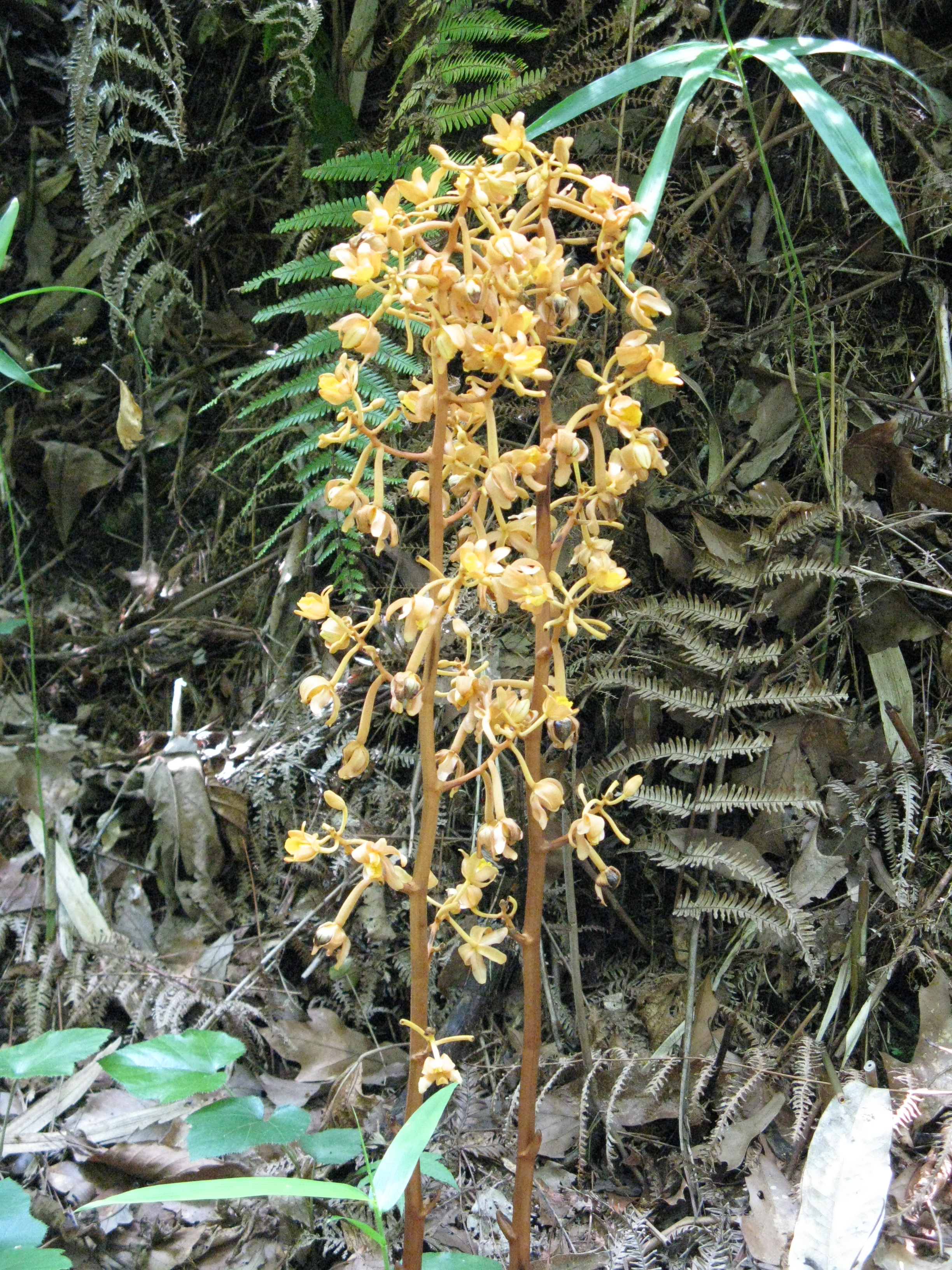
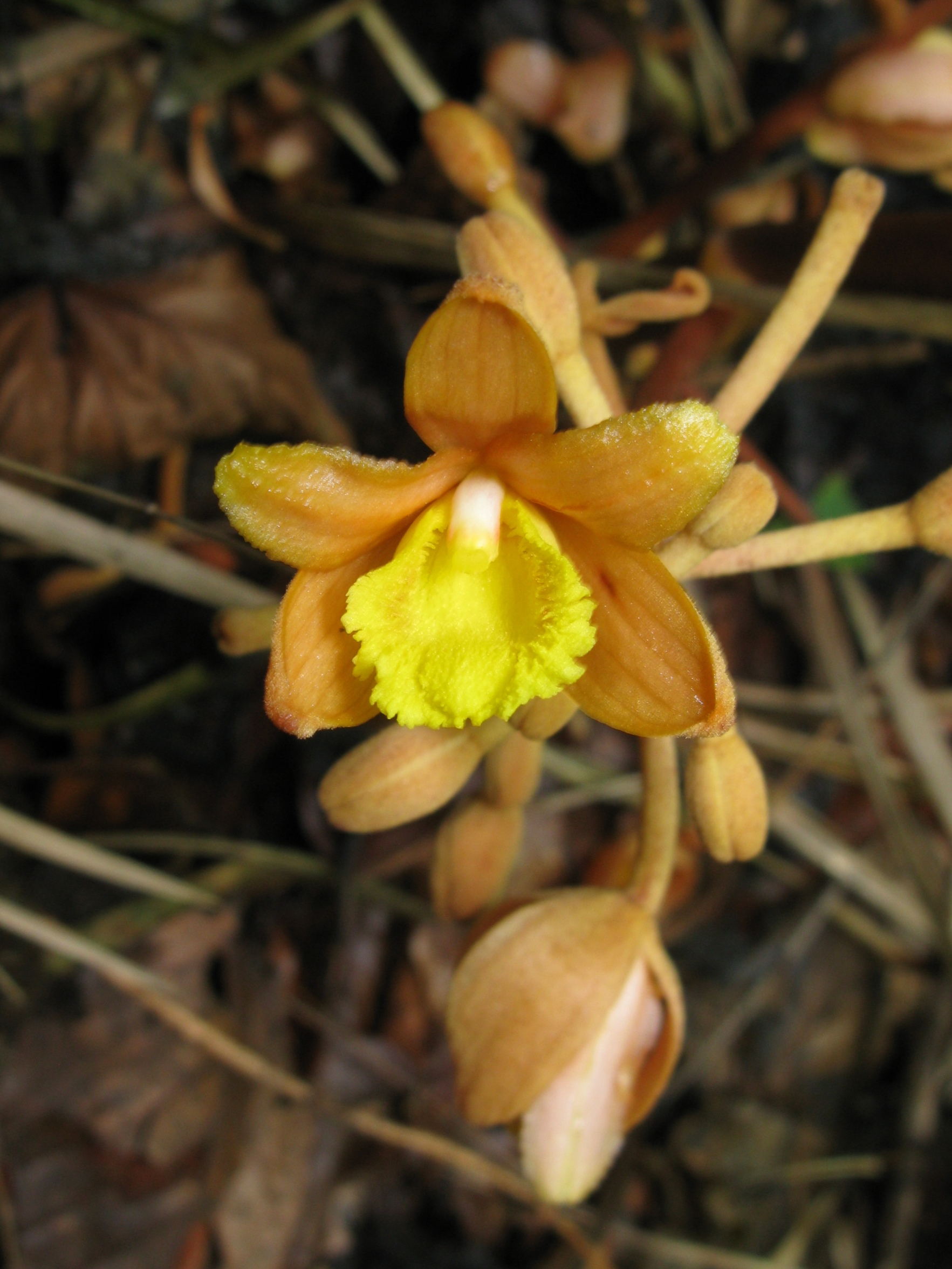
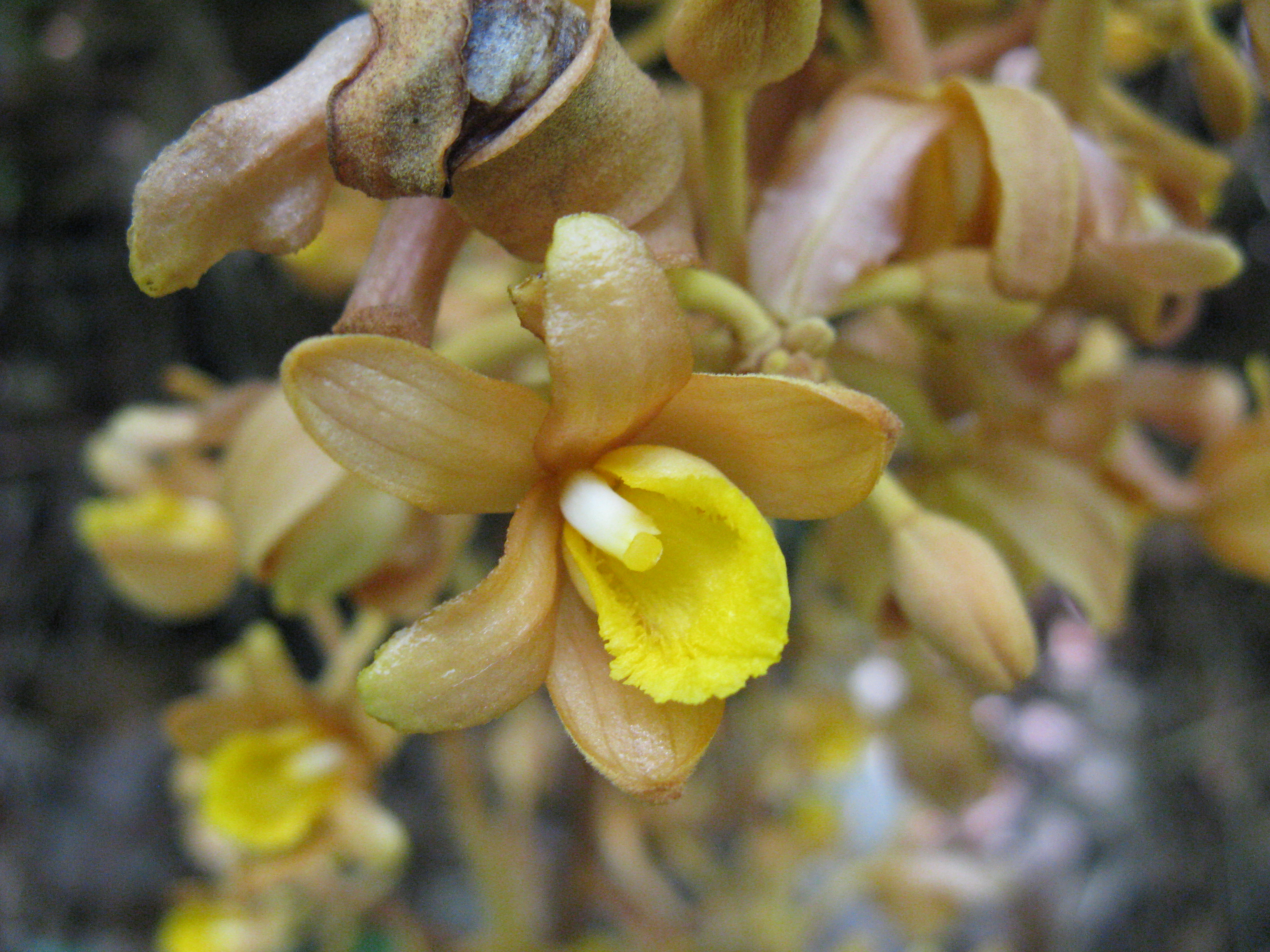
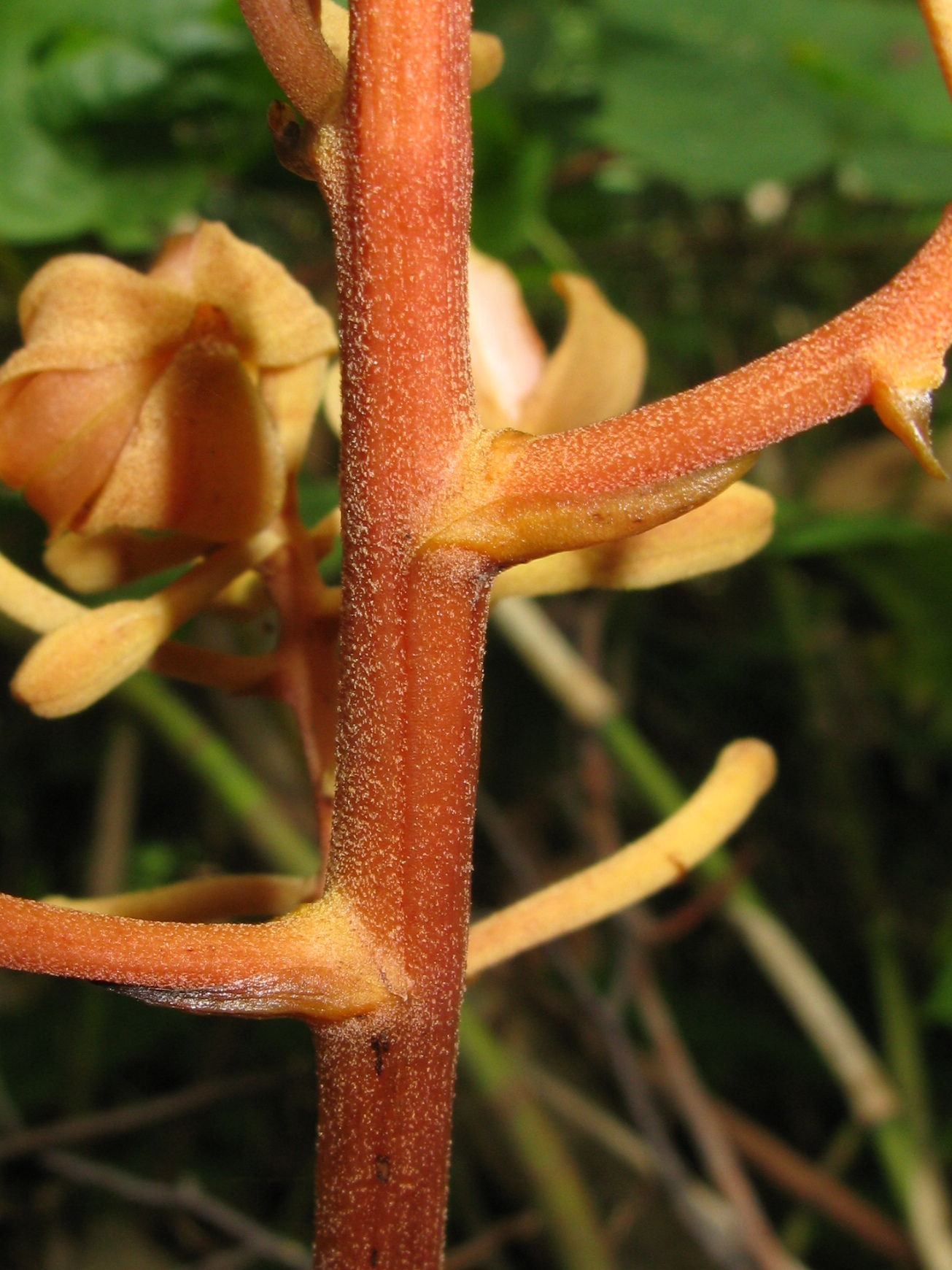
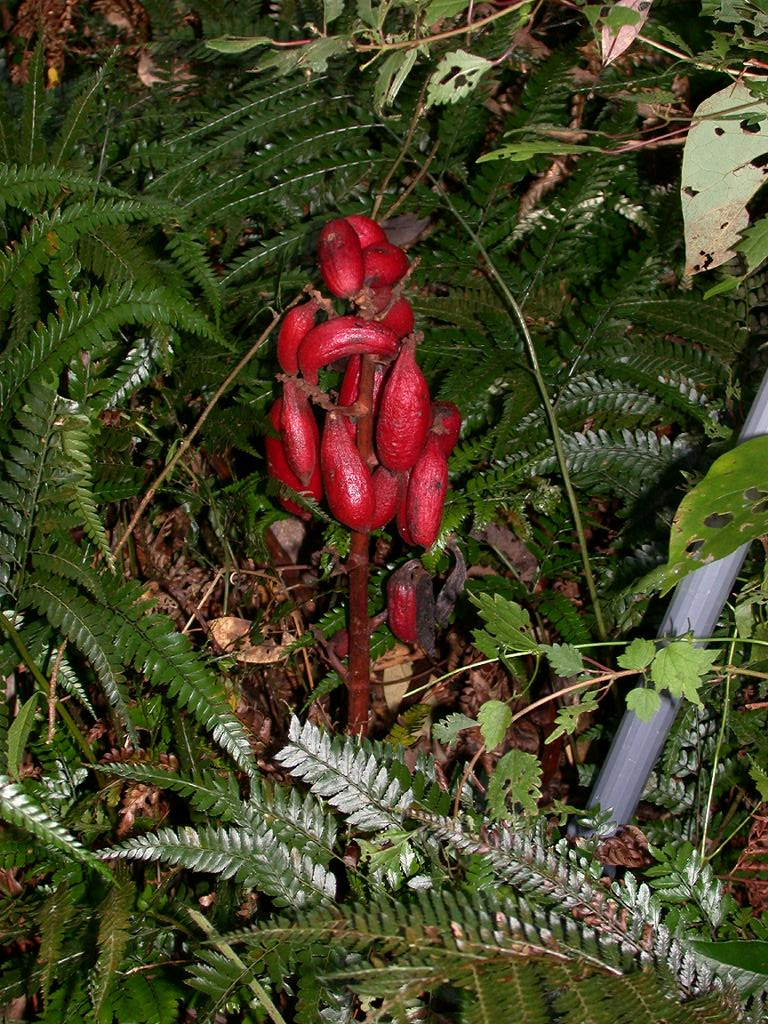